# Майк Райлі
Майкл Ентоні Райлі (англ. Michael Anthony Riley; нар. 17 грудня 1964) — колишній англійський футбольний суддя з Лідса. Обслуговував матчі Футбольної ліги Англії, Прем'єр-ліги та міжнародні матчі під егідою УЄФА і ФІФА. В даний час є головою Ради професійних арбітрв Англії.

## Кар'єра
З 1989 року Райлі працював помічником судді у Футбольній лізі, а в 1994 році став сам судити футбольні матчі. У 1999 році отримав статус арбітра ФІФА, що дозволило йому обслуговувати міжнародні матчі.

### Критика
Райлі критикували за суддівство у матчі між «Манчестер Юнайтед» і «Арсеналом» у 2004 році, в якому він призначив пенальті за неочевидний фол Сола Кемпбелла проти Вейна Руні. Цей матч завершився поразкою «Арсеналу», перервавши рекордну серію «канонірів» без поразок, після чого на Райлі з критикою накинулися Арсен Венгер, вболівальники «Арсеналу» та ряд британських таблоїдів, наприклад, Daily Mail.
Колишній головний тренер «Болтона» Сем Еллардайс розкритикував Райлі за суддівство у матчі між «Болтоном» і «Блекберном» 14 січня 2006 року. Еллардайс вирішив заперечувати звинувачення Футбольної асоціації в недостойній поведінці, але після особистих слухань був визнаний винним, оштрафований на £2000 і отримав попередження.
30 березня 2006 року Райлі судив матч Кубка УЄФА між софійським «Левскі» і «Шальке 04», в якому він вилучив гравця «Левскі» за другу жовту картку, хоча порушення було неочевидним. Після матчу президент «Левські» Тодор Батков прокоментував рішення Райлі: «Цей британський гомосексуал зруйнував гру», з приводу чого Футбольна асоціація Англії поскаржилася в УЄФА.
Після матчу між «Челсі» і «Редінгом» 14 жовтня 2006 року Райлі знову розкритикували. У цьому матчі серйозну травму черепа отримав воротар «Челсі» Петр Чех.
У першому таймі матчу між «Ньюкаслом» і «Редінгом» 30 квітня 2007 року Райлі показав червону картку леву Кінгслі Роялу, офіційному талісману «Редінга», за те, що той стояв надто близько до футбольного поля. Також повідомлялося, що один з помічників Райлі помилково прийняв лева Кінгслі за одного з гравців «Редінга» і помилково зафіксував офсайд. Представник Футбольної асоціації Англії прокоментував інцидент з вилученням лева: «Арбітр повідомив нам, що талісман зробив кілька висловів жестів. Я не знаю, що це були за жести, і зараз ми додатково вивчаємо ситуацію, а також подивимося відеоповтори». Переглянувши відеоповтори, Футбольна асоціація вирішила не робити ніяких додаткових дій.
У відбірковому матчі до чемпіонату Європи 2008 року між збірними Албанії та Нідерландів, який пройшов 12 вересня 2007 року, Райлі не зарахував гол албанців, забитий на останніх хвилинах зустрічі, коли захисник Маріо Мельхіот відправив м'яч головою у сітку своїх воріт після штрафного албанців. Райлі відмінив гол і призначив штрафний на користь голландців. Він також завершив матч на дві хвилини раніше терміну через фаєри, кинуті вболівальниками. За незарахований гол Райлі дуже жорстко критикували албанські ЗМІ і футболісти. Асоціація футболу Албанії навіть направила офіційну скаргу на суддівство Райлі в УЄФА.
У лютому 2009 року у матчі між «Челсі» і «Ліверпулем» Райлі вилучив з поля Френка Лемпарда за фол проти Хабі Алонсо. Після цього видалення «Ліверпуль» забив два голи у ворота «Челсі» і здобув перемогу з рахунком 2:0. Однак, судячи з видеоповторів, в інциденті з видаленням Лемпард грав у м'яч, внаслідок чого «Челсі» подав апеляцію на червону картку, яка була скасована. Лемпард заявив, що арбітри повинні консультуватися зі своїми помічниками, перш ніж приймати серйозні рішення в матчах. У тому ж матчі Стівен Джеррард зробив два порушення, що потенційно заслуговували на видалення, але вони обидва були проігноровані арбітром. Тоді ж Райлі ніяк не покарав Жозе Бозінгву за стусан у спину Йоссі Бенаюна, причому навіть головний тренер «Челсі» Луїс Феліпе Сколарі визнав, що за це порушення Бозінгва повинен був бути вилучений. Але помічники Райлі не помітили це порушення, тому воно не було включено до протоколу матчу, і Футбольна асоціація не змогла вжити заходів покарання по відношенню до захисника «Челсі».
У березні 2009 року головний тренер «Галл Сіті» Філ Браун звинуватив Райлі у «ганебному» суддівстві і в тому, що на його рішення вплинули вболівальники «Арсеналу» на «Емірейтс». За свої коментарі Філ Браун був оштрафований Футбольною асоціацією на £2500.
У квітні 2009 року Майк Райлі був призначений арбітром на матч півфіналу Кубка Англії між «Евертоном» і «Манчестер Юнайтед». Головний тренер «Евертона» Девід Моєс зажадав у Футбольної асоціації Англії провести розслідування, чи не є Райлі уболівальником «Манчестер Юнайтед». Футбольна асоціація Англії відкинула звинувачення Моєса в упередженості Райлі. В самому матчі Райлі не призначив пенальті за можливий фол Філа Ягелки на Денні Велбеку у штрафному «Евертона», після чого сер Алекс Фергюсон припустив, що на Райлі вплинули коментарі Мойеса.

### Після завершення кар'єри
Майк Райлі був призначений головою Ради професійних суддів (Professional Match Game Officials Board, PGMO) в червні 2009 року, змінивши на цій посаді Кейта Хакетта. Після цього він завершив кар'єру футбольного арбітра.

## Статистика
| Сезон                                               | Матчі | Всього | за матч | Всього | за матч |
| --------------------------------------------------- | ----- | ------ | ------- | ------ | ------- |
| 1997/98                                             | 28    | 87     | 3,11    | 3      | 0,11    |
| 1998/99                                             | 23    | 81     | 3,52    | 7      | 0,30    |
| 1999/2000                                           | 28    | 93     | 3,32    | 9      | 0,32    |
| 2000/01                                             | 36    | 141    | 3,92    | 9      | 0,25    |
| 2001/02                                             | 31    | 117    | 3,77    | 19     | 0,61    |
| 2002/03                                             | 33    | 105    | 3,18    | 7      | 0,21    |
| 2003/04                                             | 38    | 130    | 3,42    | 6      | 0,16    |
| 2004/05                                             | 39    | 117    | 3,00    | 11     | 0,28    |
| 2005/06                                             | 42    | 147    | 3,50    | 16     | 0,31    |
| 2006/07                                             | 43    | 145    | 3,37    | 13     | 0,30    |
| 2007/08                                             | 37    | 124    | 3,35    | 6      | 0,16    |
| Всього                                              | 409   | 1287   | 3,14    | 103    | 0,27    |
| Примітки: дані по сезону 1996/97 і раніше відсутні. |       |        |         |        |         |